# Edward Moss
Edward Moss, známý také jako Eddie Moss (11. července 1977 Los Angeles, Kalifornie) je americký herec a komik. Nejvíce se proslavil rolemi v nichž hrál postavu amerického zpěváka Michaela Jacksona. V mládí pracoval u společnosti McDonald's, jeho spolupracovníci ho upozorňovali na podobu se slavným zpěvákem Michaelem Jacksonem. Na jejich podnět se rozhodl vystoupit v talentové soutěži, kterou vyhrál. Postupem času se dostal k filmu, kde podoby se slavným zpěvákem využívají i filmaři.